# Aeaea ostryaeella
Aeaea ostryaeella är en fjärilsart som beskrevs av Victor Toucey Chambers 1874. Aeaea ostryaeella ingår i släktet Aeaea och familjen fransmalar. Inga underarter finns listade i Catalogue of Life.